# 北长街
39°55′01″N 116°23′06″E / 39.91706°N 116.38501°E
北长街，是位于北京市西城区中部的一条道路。

## 简介
北长街南起西华门大街，北到景山前街。因为地处紫禁城西华门外以北而得名。1965年，将福祐寺、庆丰司、关家胡同并入，合称“北长街”。
北长街上有福佑寺、万寿兴隆寺、昭显庙、静默寺遗址。青年时代的毛泽东来北京时曾经暂住福佑寺。早年这里曾有明朝的兵仗局，清朝的会计司、庆丰司，中华民国初期的教育会，老舍曾在此任职。昭显庙，俗称雷神庙，是旧时皇家祭祀雷神的场所，属皇家寺庙。早年，云雨风雷之神统一在天坛祈年殿内祭祀。后来，由于北京城风雨雷电灾害频繁发生，皇帝先后降旨，在北京皇城之内分别建设云雨风雷神之庙。传说，主事者以下述两个理由上奏皇帝：一是北京雷雨多首发在西北方，伴随着从西北向东南对流的强风，所以雷神庙适合选址在皇宫西北方向的北长街；二是古人将北长街视为北京的龙脉，古人设庙，有龙则灵，龙可造水，水可克炎，明朝朱国祯《涌幢小品》称：“余过西华门，马足恰恰有声，俯视见石骨黑，南北可数士丈，此真龙过脉处。”旧时，昭显庙北侧还有条小胡同，称为“雷神庙夹道”，后来更名为“教育会夹道”。

## 住户
- 宋平，第十三届中共中央政治局常委 （5）
- 曾庆红, 第十六届中共中央政治局常委 （5）
- 贾庆林, 第十六、十七届中共中央政治局常委 （4）
- 王岐山, 第十八届中共中央政治局常委 （6）
- 栗战书, 第十九届中共中央政治局常委 （3）